# استاندارد پایه لینوکس

لوگوی LSB

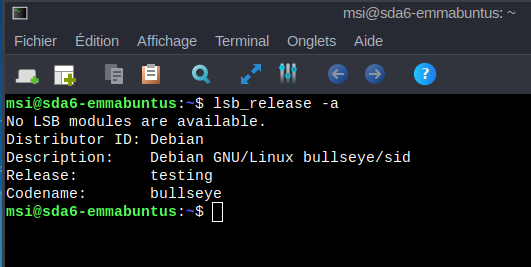
نمونه ای از خروجی LSB در ترمینال (نسخه Debian 11)

هدف LSB این است که باینری‌های فضای کاربران را قابل حمل کند

پایگاه استاندارد لینوکس (LSB) یک پروژه مشترک توسط چندین توزیع لینوکس تحت ساختار سازمانی بنیاد لینوکس برای استانداردسازی ساختار سیستم نرم‌افزار، از جمله استاندارد سلسله مراتبی سیستم فایل مورد استفاده در هسته لینوکس است. LSB بر اساس مشخصات POSIX، مشخصات یونیکس واحد (SUS) و چندین استاندارد باز دیگر بود، اما در حوزه‌های دیگر نیز توسعه پیدا کرد.

بر طبق ال اس بی:
هدف LSB توسعه و ترویج مجموعه‌ای از استانداردهای متن باز است که سازگاری بین توزیع‌های لینوکس را افزایش می‌دهد و نرم‌افزارهای مختلف را قادر می‌سازد با هر توزیعی از لینوکس سازگار شوند.
- چهار فروشنده لینوکس در مورد اجرای LSB توافق کردند (slashdot)
- بیانیه مطبوعاتی ۲۶ اوت ۱۹۹۸ که تجزیه تیم‌ها (در آن زمان) و افرادی که در آن نقش داشتند، توصیف می‌کند.
- بله، LSB ارزش دارد - پاسخ به درپر (۲۰۰۵) توسط جف لیکویا